# Roland CR-78
Roland CR-78 ist ein Drumcomputer, der 1978 auf den Markt kam. Nach den Standards moderner elektronischer Musik wirkt das Gerät sehr einfach, für die damalige Zeit stellte es aber eine enorme Verbesserung der Drumcomputertechnologie dar: Der CR-78 war der erste programmierbare Drumcomputer auf dem Markt.
Wenn man das hölzerne Gehäuse und die eingespeicherten Rhythmen wie Walzer, Rock, Tango, Bossa Nova oder Rumba betrachtet, ist es naheliegend, dass die Designer den CR-78 im Wesentlichen als ein Begleitinstrument für Orgeln gesehen haben. Er wurde jedoch ein beliebtes Instrument bei New-Wave- und Elektronikmusikern in den späten 1970er- und den frühen 1980er-Jahren. Die Maschine ist auch auf einigen bekannten Liedern zu hören, wie zum Beispiel Heart of Glass von Blondie oder In the Air Tonight von Phil Collins.
Die Klangerzeugung des CR-78 ist analog. Ein früher Intel-Mikroprozessor wurde zur digitalen Steuerung der Bearbeitungsmöglichkeiten eingebaut. Die Instrumente, die simuliert werden sollen, klingen nicht natürlich, sondern haben einen eigenen Klang. Der CR-78 ebnete Roland den Weg zum Erfolg der späteren TR-808.